# Pförring
Pförring är en köping (Markt) i Landkreis Eichstätt i Regierungsbezirk Oberbayern i förbundslandet Bayern i Tyskland.
Kommunen ingår i kommunalförbundet Pförring tillsammans med kommunerna Mindelstetten och Oberdolling.